# ام نیر
ام نیر (به عربی: أم نیر) یک روستا در سوریه است که در ناحیه کفرنبل واقع شده‌است. ام نیر ۳۱۵ نفر جمعیت دارد.